# Myotis cobanensis
Myotis cobanensis là một loài động vật có vú trong họ Dơi muỗi, bộ Dơi. Loài này được Goodwin mô tả năm 1955.

## Hình ảnh

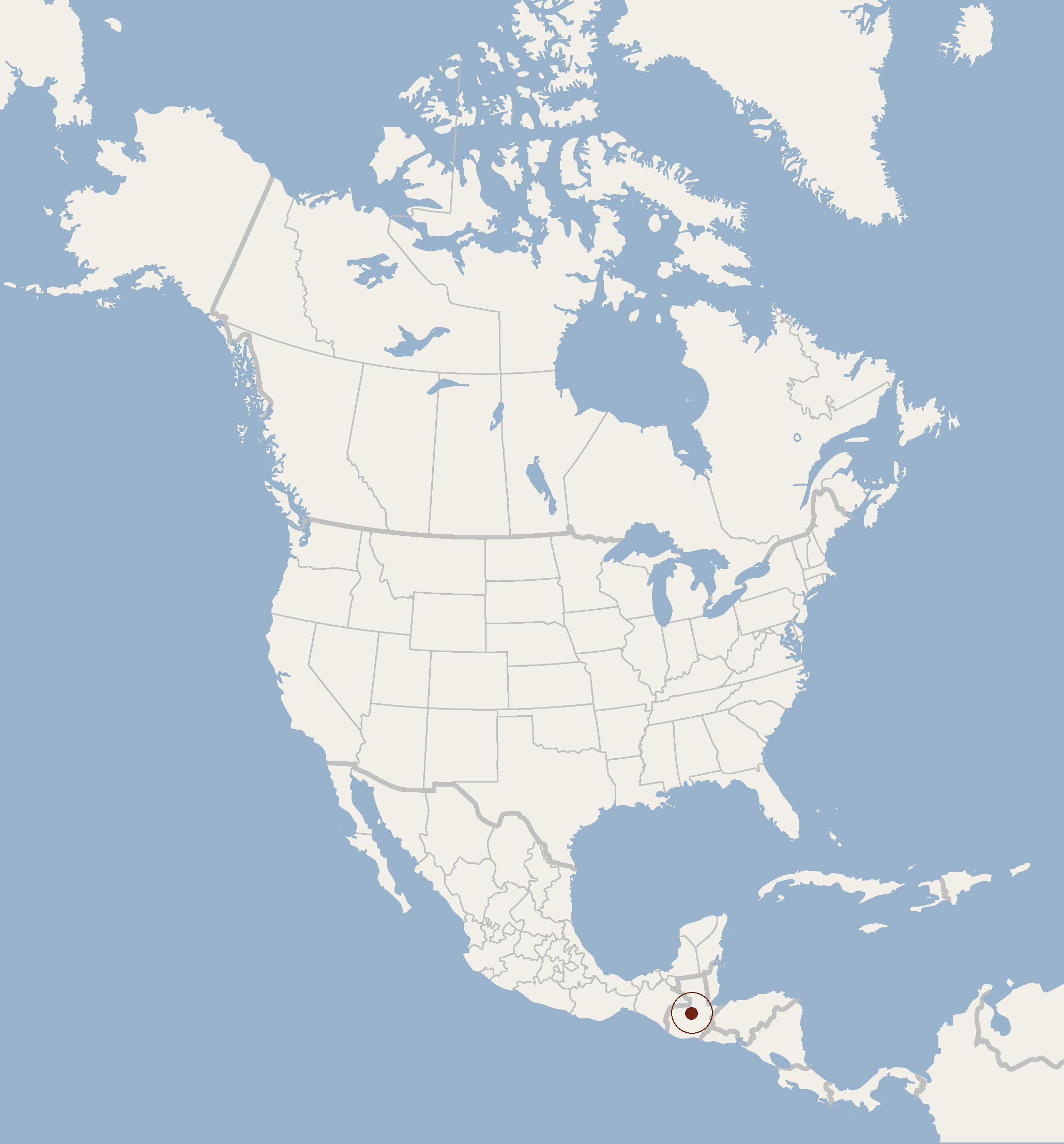